# Kirchheim (Heidelberg)

Mapa da localização de Kirchheim em Heidelberg

Kirchheim é um distrito de Heidelberg, localizado no sudoeste da cidade.

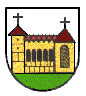
Antigo brasão de Kirchheim

Os registros mais antigos de uma colonização são fundos arqueológicos do início da idade da pedra (3500–1800 a.C.). Estes achados são ordenados como pertencentes à cultura da cerâmica cordada.
A localidade é citada a primeira vez comprovadamente de forma escrita no ano 767 d.C. como Chirichheim no Lorscher Codex.
Na Guerra dos Trinta Anos foi destruída de forma intensa juntamente com sua igreja; sua reconstrução passou por um grande revés após nova destruição incendiária na Guerra dos Nove Anos.